# 로버트 커크먼
로버트 커크먼(Robert Kirkman, 1978년 11월 30일 ~ )은 미국의 만화 작가이다.

## 작품 목록
- 배틀 포프
- 워킹 데드